# Sven Nilsson (skådespelare)
Sven Nilsson, född 18 december 1930 i Örgryte församling i Göteborg, död 5 december 2005, var en svensk skådespelare.

## Biografi
Sven Nilsson var med och startade Atelierteatern, där han började sin karriär. Efter några år på Åbo Svenska Teater arbetade han på Riksteatern tills han 1964 kom till Borås nygrundade stadsteater som skådespelare i den fasta ensemblen. Åren 1977–1978 var han tjänstledig för att ingå i ensemblen på Helsingborgs stadsteater. Han arbetade därefter på Borås stadsteater från 1978 till sin pension 1990. Sven Nilsson spelade Dr Loe i TV-serien Jourhavande 1974 samt medverkade i en mindre roll i Hem till byn 1995.
Sven Nilsson var från 1954 till sin död gift med Anita Nilsson, med vilken han hade två barn. Han var bror till skridskoåkaren Ivar Nilsson.

## Teater

### Roller (ej komplett)
| År   | Roll                       | Produktion                                                                          | Regi                | Teater                         |
| ---- | -------------------------- | ----------------------------------------------------------------------------------- | ------------------- | ------------------------------ |
| 1951 | Mr Kenny                   | Sex i elden (Out of the Frying Pan) Francis Swann                                   | Josef Kornfeld      | Atelierteatern                 |
| 1952 | Olivier Laprade            | Lyckliga dagar (Les jours heureux) Claude-André Puget                               | Josef Kornfeld      | Atelierteatern                 |
| 1952 |                            | Kärlek efter döden Erik Johan Stagnelius                                            | Ove Tjernberg       | Atelierteatern                 |
| 1952 | Rune                       | Jag älskar Hans Peterson                                                            | Lars Barringer      | Atelierteatern                 |
| 1953 | Erik                       | En skugga Hjalmar Bergman                                                           | Nils Lindström      | Atelierteatern                 |
| 1953 | Blaise                     | Ole-dole-doff (Am-Stram-Gram) André Roussin                                         | Josef Kornfeld      | Atelierteatern                 |
| 1953 | Ligurio, tallriksslickare  | Kärleksdrycken (La Mandragola) Niccolò Machiavelli                                  | Lars Barringer      | Atelierteatern                 |
| 1953 | Harry                      | Tiger-Harry Tore Zetterholm                                                         | Bo Swedberg         | Atelierteatern                 |
| 1954 | Mr Kenny                   | Sex i elden (Out of the Frying Pan) Francis Swann                                   | Knut Lindblad       | Atelierteatern                 |
| 1954 | Mackie Kniven              | Det cyniska barnet Bertolt Brecht                                                   | Bo Swedberg         | Atelierteatern                 |
| 1954 | Köpmannen                  | Regeln och undantaget (Die Ausnahme und die Regel) Bertolt Brecht                   | Bo Swedberg         | Atelierteatern                 |
| 1954 | Jean                       | Fröken Julie August Strindberg                                                      | Tommy Eisler        | Atelierteatern                 |
| 1956 |                            | Råttfällan (The Mousetrap) Agatha Christie                                          | Anita Blom          | Borås kretsteater              |
| 1961 |                            | Fettpärlan (Boule de suif) Guy de Maupassant                                        | Lars-Levi Læstadius | Folkparksteatern (Riksteatern) |
| 1964 |                            | Vår bakgårds mirakler (Αυλή των Θαυμάτων, I Avli ton Thavmaton) Iakovos Kambanellis | Hans Råstam         | Borås stadsteater              |
| 1964 |                            | Conny Hans Råstam                                                                   | Hans Råstam         | Borås stadsteater              |
| 1966 |                            | På låtsas (Next Time I'll Sing to You) James Saunders                               | Ragnar Sörman       | Borås stadsteater              |
| 1967 | Orestes                    | Den förlorade sonen (The Prodigal) Jack Richardson                                  | Hans Råstam         | Borås stadsteater              |
| 1967 |                            | Skymningsbaren (Twilight Bar) Arthur Koestler                                       | Lennart Kollberg    | Borås stadsteater              |
| 1967 |                            | Löftet (Moj bednyj Marat) Aleksej Arbuzov                                           | Hans Råstam         | Borås stadsteater              |
| 1967 |                            | Alla skomakares Dag (The Shoemaker's Holiday) Thomas Dekker                         | Roland Söderberg    | Borås stadsteater              |
| 1968 |                            | Karabinjärerna (I carabinieri) Beniamino Joppolo                                    | Lennart Kollberg    | Borås stadsteater              |
| 1968 |                            | En handfull sand (Garść piasku) Jerzy Przezdziecki                                  | Lennart Kollberg    | Borås stadsteater              |
| 1969 |                            | Stålar (Loot) Joe Orton                                                             | Lennart Kollberg    | Borås stadsteater              |
| 1969 | Gajev                      | Körsbärsträdgården (Вишнёвый сад, Visjnjovyj sad ) Anton Tjechov                    | Heinz Spira         | Borås stadsteater              |
| 1970 |                            | Tigerlek (Play with a Tiger) Doris Lessing                                          | Heinz Spira         | Borås stadsteater              |
| 1970 |                            | Lika för lika (Measure for Measure) William Shakespeare                             | Hans Råstam         | Borås stadsteater              |
| 1971 |                            | Har man sett på maken (Monsieur Chasse) Georges Feydeau                             | Heinz Spira         | Borås stadsteater              |
| 1971 |                            | Resa med en annan Lars-Levi Læstadius                                               | Hans Råstam         | Borås stadsteater              |
| 1971 |                            | Figaros Bröllop (La Folle Journée, ou Le Mariage de Figaro) Pierre de Beaumarchais  | Bo G. Forsberg      | Borås stadsteater              |
| 1972 |                            | Yvonne, Prinsessan av Burgund (Iwona, księżniczka Burgunda) Witold Gombrowicz       | Eva Sköld           | Borås stadsteater              |
| 1972 |                            | Som smort Johan Bargum                                                              | Hans Råstam         | Borås stadsteater              |
| 1973 |                            | Liv Bosse Andersson                                                                 | Bo Swedberg         | Borås stadsteater              |
| 1973 |                            | Jeppe på Berget (Jeppe paa Bierget) Ludvig Holberg                                  | Ragnar Lyth         | Borås stadsteater              |
| 1975 |                            | Modern (Die Mutter) Bertolt Brecht                                                  | Ove Tjernberg       | Borås stadsteater              |
| 1975 |                            | Hittebarnet August Blanche                                                          | Hans Råstam         | Borås stadsteater              |
| 1976 |                            | Pappas Hus (Widowers' Houses) George Bernard Shaw                                   | Juij Lederman       | Borås stadsteater              |
| 1976 | Antoine Dimitrieff         | Pariserliv (La Vie parisienne) Jacques Offenbach, Henri Meilhac och Ludovic Halévy  | Hans Polster        | Helsingborgs stadsteater       |
| 1977 | Lars Siggeson Småländingen | Mäster Olof August Strindberg                                                       | Lars Svenson        | Helsingborgs stadsteater       |
| 1977 | Producenten                | Chez nous Anders Ehnmark och Per Olov Enquist                                       | Hans Polster        | Helsingborgs stadsteater       |
| 1977 | Matthias                   | Tolvskillingsoperan (Die Dreigroschenoper) Bertolt Brecht och Kurt Weill            | Hans Polster        | Helsingborgs stadsteater       |
| 1977 | Ronald Brewster-Wright     | Gin & Bitter Lemon (Absurd Person Singular) Alan Ayckbourn                          | Per Möller          | Helsingborgs stadsteater       |
| 1978 | Herr Schultz               | Cabaret John Kander, Fred Ebb och Joe Masteroff                                     | Leif Söderström     | Helsingborgs stadsteater       |
| 1978 |                            | Semesterbilder (Feriebilleder) Niels Lund                                           | Hans Råstam         | Borås stadsteater              |
| 1979 |                            | Är det inte mitt liv kanske? (Whose Life Is It Anyway?) Brian Clark                 | Hans Råstam         | Borås stadsteater              |
| 1979 |                            | Hur kan du, Meier? (Mensch Meier) Franz Xaver Kroetz                                | Heinz Spira         | Borås stadsteater              |
| 1980 |                            | Jag tar svärmor (Le mariage de Barillon) Georges Feydeau                            | Bo G. Forsberg      | Borås stadsteater              |
| 1980 |                            | Tillståndet Kent Andersson och Bengt Bratt                                          | Lars Barringer      | Borås stadsteater              |
| 1981 |                            | Tolvskillingsoperan (Die Dreigroschenoper) Bertold Brecht                           | Jan Lewin           | Borås stadsteater              |
| 1984 |                            | Inget går upp mot mammas gräs (La marijuana della mamma è la piu bella) Dario Fo    | Gustaf Elander      | Borås stadsteater              |
| 1984 |                            | Guldelefanten Alexander Kopkov                                                      | Bo G Forsberg       | Borås stadsteater              |
| 1988 | Scrooge                    | Ett juläventyr (A Christmas Carol) Charles Dickens                                  | Jan Bergman         | Borås stadsteater              |
| 1989 |                            | Svindlande nära (Henceforward...) Alan Ayckbourn                                    | Göran Stangertz     | Borås stadsteater              |
| 1990 | Marius Bijleveld           | Vägen till Mecka (The Road to Mecca) Athol Fugard                                   | Sören Eriksson      | Borås stadsteater              |
| 1993 | Leonardo                   | Köpmannen i Venedig (The Merchant of Venice) William Shakespeare                    | Göran Stangertz     | Helsingborgs stadsteater       |

## Filmografi
| År   | Roll       | Produktion         | Noter    |
| ---- | ---------- | ------------------ | -------- |
| 1974 | Dr Loe     | Jourhavande        | TV-serie |
| 1982 | Konradsson | Vi ses på Bråddvaj | TV-serie |
| 1995 | Åkeriägare | Hem till byn       | TV-serie |